# Charlotte Wingfield
Charlotte Ashley Wingfield (Londra, 21 novembre 1996) è una velocista maltese di origini inglesi.

## Biografia
Nativa di Londra, da adolescente frequenta la Queen Elizabeth's High School nel quartiere di Barnet. Successivamente si trasferisce a Cardiff per frequentare l'omonima università.
Dopo aver rappresentato la Gran Bretagna nelle competizioni giovanili, nel 2015 ottiene la cittadinanza di Malta, Stato d'origine del padre.
Agli europei di Amsterdam 2016 si ferma alle batterie dei 100 e 200 metri piani, facendo segnare rispettivamente i tempi di 11"90 e 24"46. Successivamente è impegnata come centometrista ai Giochi olimpici di Rio de Janeiro 2016, ma non va oltre il turno preliminare con una prestazione di 11"90.
Nell'estate del 2017 si dimostra in ottima forma agli europei a squadre di Lilla, ottenendo dapprima un primo posto nei 100 metri piani in 11"81, davanti a Patrizia van der Weken (11"89) e la Zakiyya Hasanova (12"10). La ragazza di Londra bissa il successo anche nella distanza doppia con un tempo di 24"37, precedendo la Hasanova (24"58) e Gayane Chiloyan (24"73). Tali successi aiutano Malta a centrare un quarto posto complessivo al termine del torneo, distante solo mezzo punto dalla promozione in Second League.

## Progressione

### 100 metri piani
| Stagione | Risultato | Luogo | Data      | Rank. Mond. |
| -------- | --------- | ----- | --------- | ----------- |
| 2017     | 11"54     | Marsa | 10-5-2017 |             |
| 2016     | 11"70     | Radès | 4-6-2016  |             |
| 2015     | 11"69     | Baku  | 21-6-2015 |             |

### 200 metri piani
| Stagione | Risultato | Luogo      | Data     | Rank. Mond. |
| -------- | --------- | ---------- | -------- | ----------- |
| 2017     | 23"78     | Serravalle | 4-6-2017 |             |

## Palmarès
| Anno | Manifestazione          | Sede           | Evento      | Risultato  | Prestazione | Note |
| ---- | ----------------------- | -------------- | ----------- | ---------- | ----------- | ---- |
| 2015 | Europei under 23        | Tallinn        | 100 m piani | Batteria   | 11"78       |      |
| 2015 | Europei under 23        | Tallinn        | 200 m piani | Batteria   | 24"25       |      |
| 2015 | Mondiali                | Pechino        | 100 m piani | Batteria   | dq          |      |
| 2016 | Mondiali indoor         | Portland       | 60 m piani  | Batteria   | 7"63        |      |
| 2016 | Europei                 | Amsterdam      | 100 m piani | Batteria   | 11"90       |      |
| 2016 | Europei                 | Amsterdam      | 200 m piani | Batteria   | 24"46       |      |
| 2016 | Giochi olimpici         | Rio de Janeiro | 100 m piani | Batteria   | 11"90       |      |
| 2017 | Europei indoor          | Belgrado       | 60 m piani  | Batteria   | 7"50        |      |
| 2017 | Mondiali                | Londra         | 100 m piani | Batteria   | 11"82       |      |
| 2018 | Commonwealth            | Gold Coast     | 100 m piani | Batteria   | 11"99       |      |
| 2018 | Commonwealth            | Gold Coast     | 200 m piani | Batteria   | 24"40       |      |
| 2018 | Europei                 | Berlino        | 200 m piani | Batteria   | 24"40       |      |
| 2019 | Europei indoor          | Glasgow        | 60 m piani  | Batteria   | 7"67        |      |
| 2022 | Giochi del Commonwealth | Birmingham     | 200 m piani | Semifinale | 24"52       |      |
| 2022 | Giochi del Commonwealth | Birmingham     | 4x100 m     | Batteria   | 45"59       |      |